# Corona trionfale

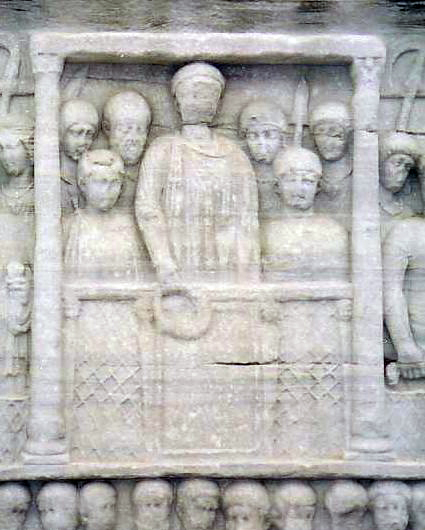
L'imperatore Teodosio I offre una corona d'alloro al vincitore di una gara circense (obelisco di Teodosio nell'Ippodromo di Costantinopoli).

La corona d'alloro (in latino laurea insignis), che nella mitologia greco-romana simboleggiava la sapienza e la gloria, cingeva la fronte dei vincitori di celebrazioni atletiche (come i Giochi pitici o Delfici) ed era simbolo distintivo dei massimi dotti e poeti, detti "laureati" al cingere della stessa.
L’Alloro era considerato una pianta sacra nella cultura classica: era associato in particolare al dio Apollo, dio del sole e della sapienza, della musica, della poesia, della scultura e della pittura. La predilezione di Apollo per il lauro è sublimata nelle diverse versioni del mito di Apollo e Dafne, che è raffigurato nella celebre scultura di Bernini. La caratteristica della pianta, che è sempreverde, la rende un perfetto simbolo di immortalità ed estende il suo valore a gloria immortale.
La corona di alloro, in latino corona laurea, essendo quindi simbolo di sapienza, sta evidentemente alla base dell'etimologia del termine laurea.
La corona trionfale (in latino corona triumphalis) era una corona d'oro a forma di corona d'alloro attribuita come onorificenza della Repubblica al generale trionfante e in epoca imperiale cinta dall'imperatore romano.

## Caratteristiche della corona trionfale
| Traiano: aureo                                                                                    | Traiano: aureo |
| ------------------------------------------------------------------------------------------------- | --- |
|                                                                                                   | |
| IMP Traiano OPTIMO AVG GER DAC P M TR P, testa laureata a destra, busto drappeggiato con corazza; | Profectio AUGUSTI, Traiano in abiti militari a cavallo, marcia verso destra, con davanti a lui un soldato, e tre dietro di lui che chiudono la "colonna" militare. |
| 7,35 g, coniato alla fine del 113, inizi del 114.                                                 | |

Una corona d'alloro, simbolo di gloria, era posta sul capo del generale vincitore dall'esercito al momento dell'acclamazione a imperator. Al generale veniva poi donata anche un'analoga corona d'oro, in foggia di corona d'alloro, da utilizzare nel corso del trionfo, e per questo detta corona trionfale. Era sorretta sul suo capo da uno schiavo pubblico durante la sfilata. Il medesimo schiavo aveva allo stesso tempo il compito di recitare la frase rituale memento mori, cioè "ricordati che devi morire", per ricordare al generale che la gloria del trionfo era solo un passaggio momentaneo.
A queste due corone se ne aggiungeva spesso una terza, ancora d'oro, inviata dalle province al momento in cui il trionfo fosse decretato dal Senato. Nei tempi più antichi tale corona veniva offerta gratuitamente dalle province, ma in epoche successive tale atto d'omaggio venne esplicitamente richiesto con il nome di Aurum coronarium, spettante esclusivamente a coloro per i quali fosse stato decretato il trionfo. Tale usanza riprendeva una tradizione ellenistica già risalente all'epoca delle conquiste di Alessandro Magno.
In latino la corona di alloro era detta laurus o laurĕa, che indicava anche la pianta di lauro e, per estensione, la vittoria. Dalla parola laurĕa deriva il significato moderno di “laurea” (titolo di studio), e il “laureato” (in latino laurĕātus) è appunto colui che porta la corona di alloro, come i dotti e i poeti.
La corona trionfale divenne in età imperiale attributo proprio degli imperatori. La corona d'alloro era anche un tipico attributo della dea Vittoria, spesso rappresentata nell'atto di reggere o porgere un serto d'alloro.

## Araldica e uso medievale

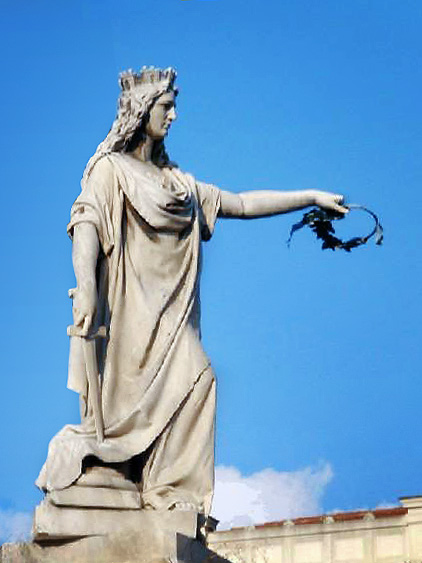
Statua dell'Italia turrita reggente una corona d'alloro a Reggio Calabria. La statua porta sul capo una corona muraria.

Nel Medioevo la corona d'alloro venne utilizzata anche come simbolo di trionfo nella poesia e utilizzato per incoronare i grandi poeti (comune è la raffigurazione di Dante Alighieri con il capo cinto d'alloro): si parla allora di alloro poetico.
Il serto d'alloro è stato utilizzato anche in araldica e in particolar modo nell'araldica civica italiana, dove esso compare in forma di mezzo serto o ramo d'alloro negli stemmi delle province.